# Ásdís
Ásdís María Viðarsdóttir (* 24. August 1993), international bekannt unter ihrem Vornamen Ásdís, ist eine isländische Sängerin.

## Leben und Wirken
Ásdís stammt aus der isländischen Hauptstadt Reykjavík. 2013 gewann sie einen Gesangswettbewerb in ihrer Schule. 2014 nahm sie am Eurovision-Song-Contest-Vorentscheid Söngvakeppnin 2014 mit dem Titel Amor teil.
Sie zog 2016 nach Berlin, um Musik zu studieren, und gehört der dortigen Queer-Gemeinschaft an. Seit 2020 veröffentlicht sie ihre Musik unter anderem über Spotify und Instagram. 2021 gab Budde Music bekannt, die Isländerin unter Vertrag genommen zu haben. Erster Erfolg war der Song Worth It zusammen mit Gromee, der Platz 2 der polnischen Airplay-Charts erreichte.
Ebenfalls erfolgreich war Feel the Love zusammen mit dem isländischen Eurovision-Song-Contest-Kandidaten Daði Freyr, dessen Video am 1. Januar 2021 veröffentlicht wurde. Sie war bereits auf dessen Album & Co (2019) vertreten und ist schon lange mit dem Künstler befreundet. Am 22. April 2022 erschien die Single Release mit dem Dance-Produzenten 220 Kid.
Am 20. Juni 2022 erschien Dirty Dancing, bei dem sie mit dem deutschen House-Projekt Glockenbach zusammenarbeitete. Der Song erreichte Platz 24 der deutschen Charts.
Ihre Debüt-Solosingle Angel Eyes erschien am 23. Juni 2023 bei Universal Music.

## Diskografie
- 2020: Dngrs (mit Besomorph)
- 2020: Worth It (mit Gromee)
- 2021: Feel the Love (mit Daði Freyr)
- 2021: Stories (mit Say Say)
- 2022: Release (mit 220 Kid)
- 2022: Dirty Dancing (Glockenbach feat. Ásdís)
- 2022: Gravity (mit twocolors)
- 2023: Angel Eyes
- 2024: Beat of Your Heart (mit Purple Disco Machine)
- 2024: Not Even Love (mit Illenium & Seven Lions)
- 2024: Flashback (#18 der deutschen Single-Trend-Charts am 9. August 2024[11])
- 2024: Touch Me

## Auszeichnungen für Musikverkäufe
| Goldene Schallplatte - Polen - 2021: für die Single Worth It - 2024: für die Single Beat of Your Heart | Platin-Schallplatte - Ungarn - 2025: für die Single Beat of Your Heart |

Anmerkung: Auszeichnungen in Ländern aus den Charttabellen bzw. Chartboxen sind in ebendiesen zu finden.
| Land/RegionAuszeichnungen für Musikverkäufe (Land/Region, Auszeichnungen, Verkäufe, Quellen) | Gold     | Platin  | Verkäufe | Quellen           |
| -------------------------------------------------------------------------------------------- | -------- | ------- | -------- | ----------------- |
| Deutschland (BVMI)                                                                           | Gold1    | —       | 200.000  | musikindustrie.de |
| Polen (ZPAV)                                                                                 | 2× Gold2 | —       | 35.000   | olis.pl           |
| Schweiz (IFPI)                                                                               | Gold1    | —       | 10.000   | hitparade.ch      |
| Ungarn (MAHASZ)                                                                              | —        | Platin1 | 4.000    | slagerlistak.hu   |
| Insgesamt                                                                                    | 4× Gold4 | Platin1 |          |                   |